# Cá lòng tong mại
Cá lòng tong mại (danh pháp hai phần: Rasbora argyrotaenia) là một loài cá vây tia trong chi Rasbora.

## Miêu tả
Vây lưng: 2; tia vây lưng: 7. Vây hậu môn: 3; tia vây hậu môn: 5. Màu nâu ánh vàng với sự lấp lánh ánh bạc, sẫm hơn về phía lưng; vảy có mép là các đường hay điểm màu nâu. 12-13 vảy giữa gáy và lưng. Đường bên hoàn hảo tới đuôi; 9 (hiếm khi 8) hàng vảy giữa các đường bên phía trên đoạn giữa của cuống đuôi. Chiều dài tối đa 12 cm.

## Phân bố
Sinh sống trong lưu vực các sông Chao Phraya, Mê Kông, Mae Klong, bán đảo Mã Lai tới Borneo, Java và Sumatra ở Indonesia. Nói chung sống ngoài sông, nhưng cũng có tại các khu đồng ruộng ngập lụt.

## Sử dụng
Có giá trị thương mại nhỏ trong nghề nuôi cá cảnh.

## Hình ảnh

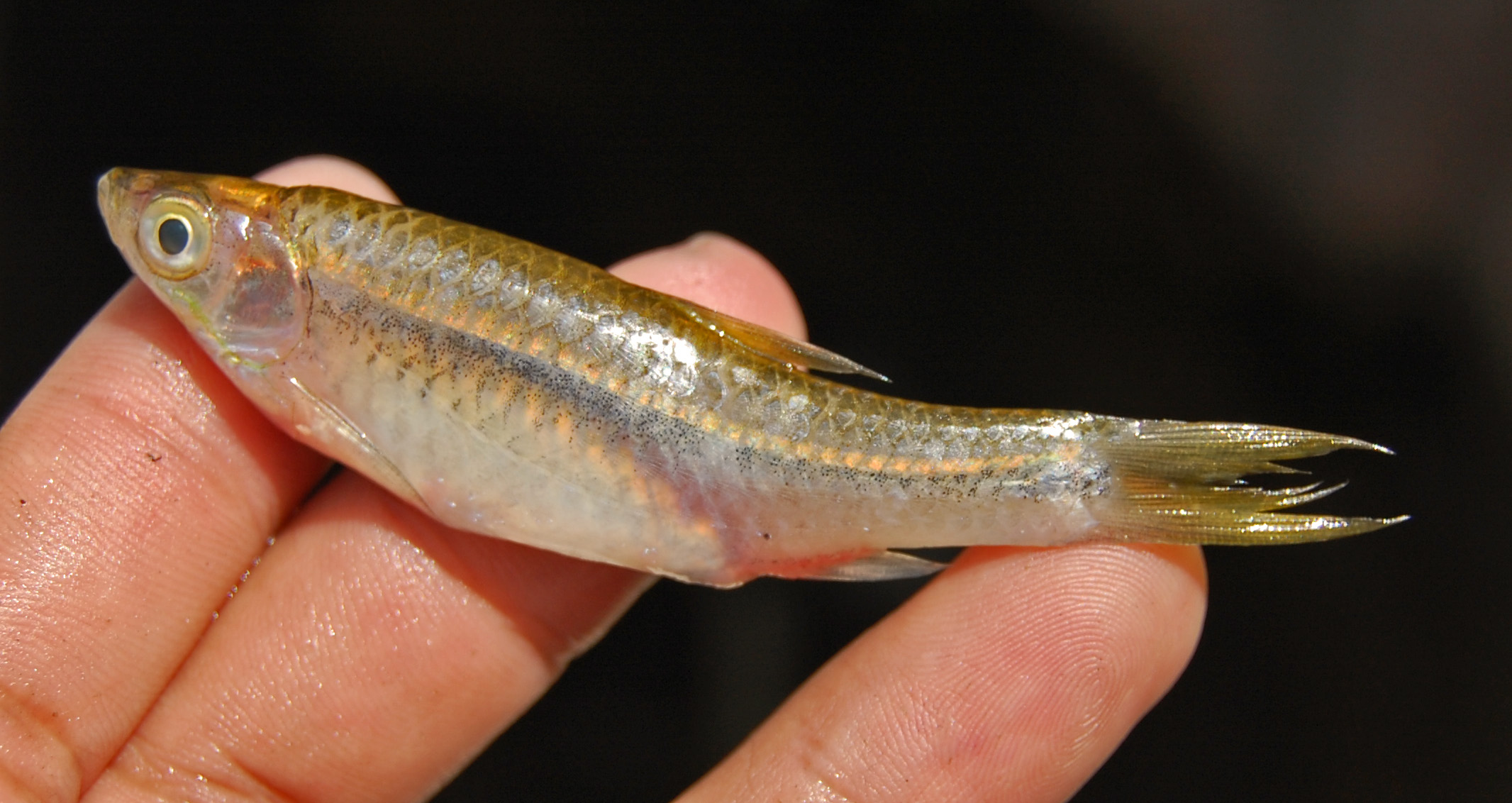
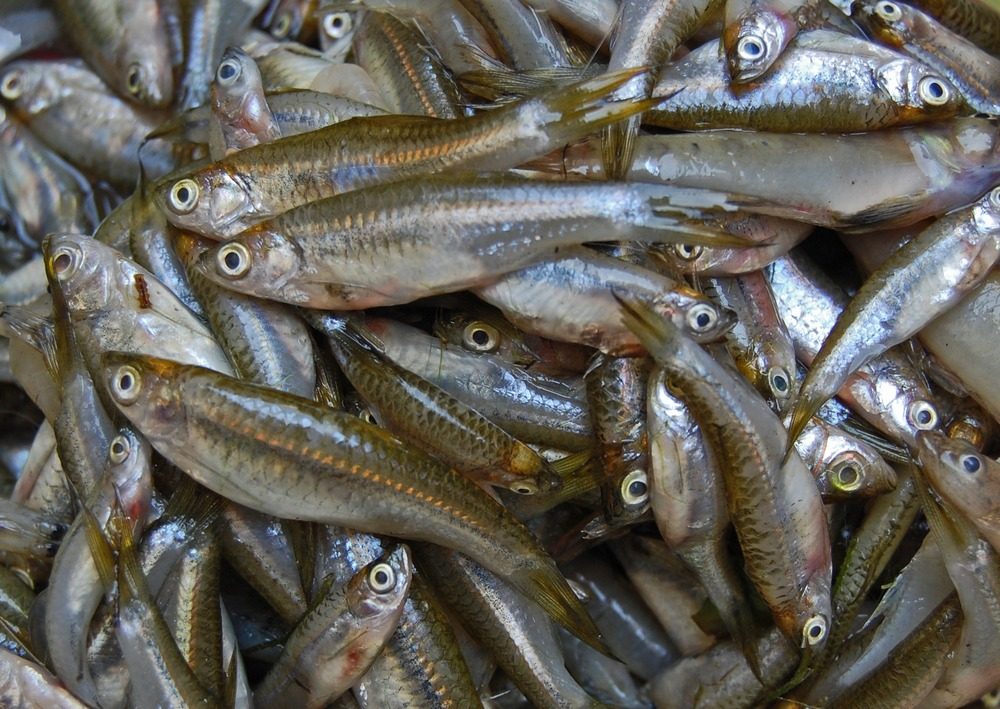
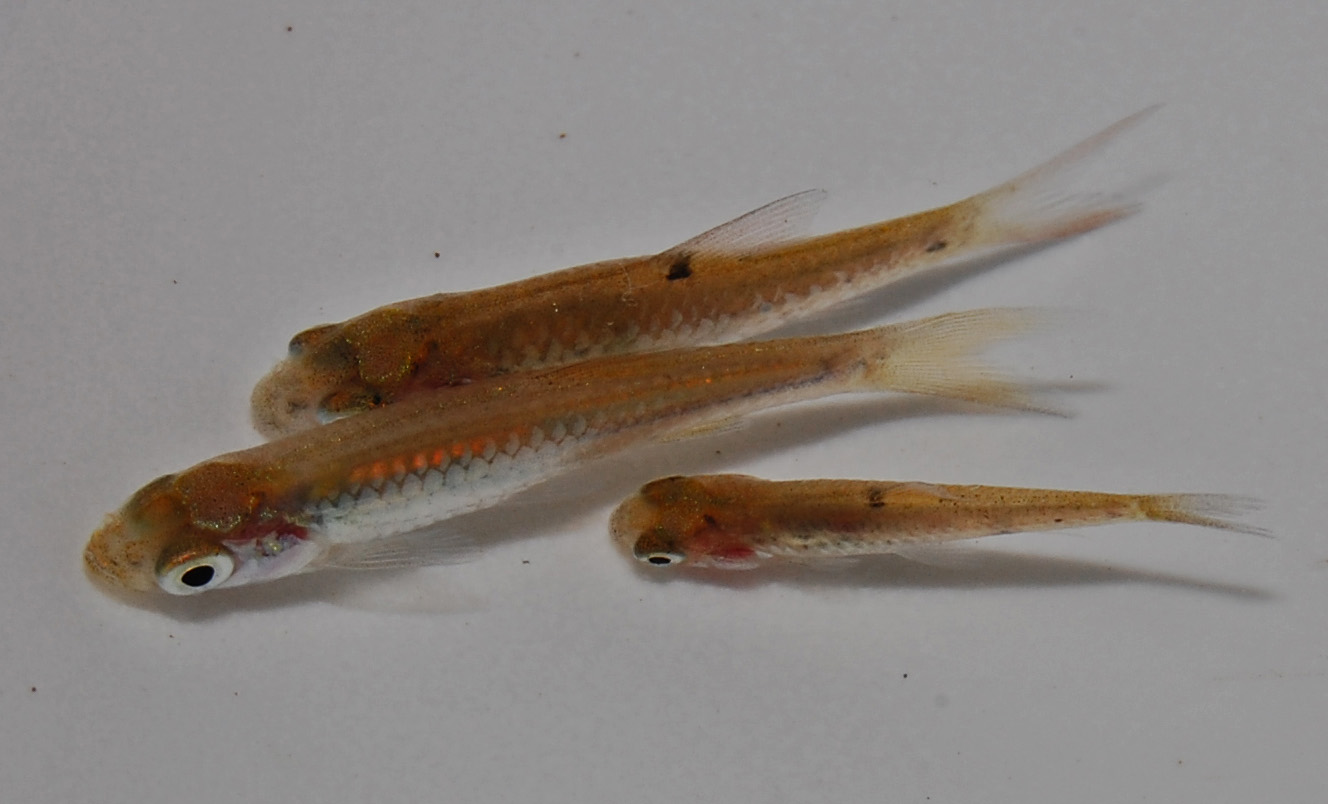
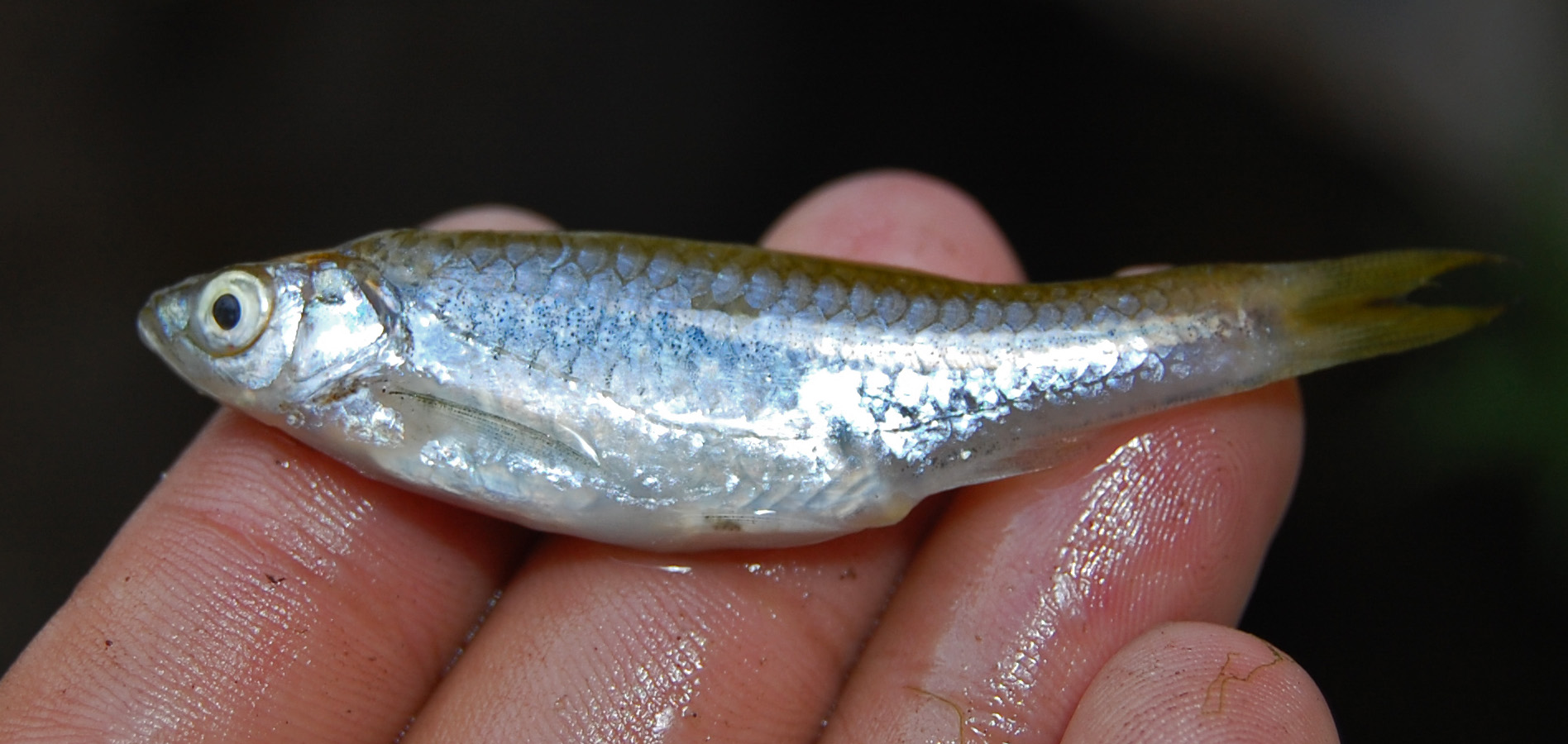